# Список керівників держав 286 року
Список керівників держав 286 року — це перелік правителів країн світу 286 року.
Список керівників держав 285 року — 286 рік — Список керівників держав 287 року — Список керівників держав за роками

## Європа
- Боспорська держава — цар Хедосбій (між 275/276 та 285/286); Фофорс (285/286-308/309)
- Ірландія — верховний король Фіаха Срайбтіне (285-322)
- Римська імперія
  - імператор Діоклетіан (284-305; схід); Максиміан (286-305; захід)
    - консул Марк Юній Максим (286)
    - консул Веттій Аквілін (286)
      - узурпатор у Британії та північній Галлії Караузій (286-293)

## Азія
- Близький Схід
- Гассаніди — Талабах ібн Амр (270-287)
- Диньяваді (династія Сур'я) — раджа Патипат (245-298)
- Іберійське царство — цар Міріан III (284-361)
- Індія
  - Царство Вакатаків — імператор Праварасена I (270-330)
  - Імперія Гуптів — магараджа Гхатоткача (280-319)
  - Західні Кшатрапи — махакшатрап Бхартрдаман (282-295)
  - Кушанська імперія — Васудева II (275-300)
  - Держава Чера — цар Перумкадунго (257-287)
- Китай
  - Династія Цзінь — Сима Янь (266-290)
- Корея
  - Кая (племінний союз) — ван Мапхум (259-291)
  - Когурьо — тхеван (король) Сочхон (270-292)
  - Пекче — король Коі (234-286); Чхеккє (286-298)
  - Сілла — ісагим (король) Юрє (284-298)
- Паган — король Хті Мін Ін (242-299)
- Персія
  - Бактрія і Гандхара — кушаншах Гормізд I (265-295)
  - Держава Сасанідів — шахіншах Бахрам II (274-293)
- Ліньї — Фам Дат (284—336)
- Сипау (Онг Паун) — Со Вай Па (257-309)
- плем'я табгачів — вождь Тоба Сілу (277-286); Тоба Чо (286-293)
- Японія — імператор Одзін (270-310)

## Африка
- Царство Куш — цар Тамелердеамані (266-286); Ієбехеамані (286-306)
  - Єгипет — Марк Аврелій Діоген (284-286)